# Бектобе
Бектобе́ (каз. Бектөбе) — село в Жамбылском районе Жамбылской области Казахстана, административный центр Каратобинского сельского округа. Код КАТО — 314051100. 

## География
Село расположено в южной части Жамбылского района, в непосредственной близости к областному центру городу Тараз и в 19 километрах к юго-востоку от районного центра села Аса. Ближайшая железнодорожная станция Кумшагал — расположена в 6 километрах к югу от села (по дороге — 12,1). Соседние населённые пункты: Кызылшарык в 800 метрах к западу. Транспортное сообщение осуществляется по объездной автодороге города Тараз. Высота центра населённого пункта — 633 метров над уровнем моря.

## Достопримечательности
На западной окраине села расположено древнее городище.

## Население
| Численность населения | Численность населения | Численность населения |
| 1989                  | 1999                  | 2009                  |
| --------------------- | --------------------- | --------------------- |
| 1194                  | ↗1482                 | ↗2507                 |

### Известные уроженцы, жители
- Купжасар Нарибаевич Нарибаев — доктор экономических наук, профессор, академик Национальный Академии Наук Республики Казахстан, крупный организатор высшей школы, известный педагог и наставник молодежи, общественный и государственный деятель Республики Казахстан.

- Мадияр Бахтиярулы Нуралы  — казахстанский футболист.